# Você não Me Conhece (álbum)
Você Não Me Conhece é o terceiro álbum do cantor e compositor brasileiro Jay Vaquer, que assina sozinho todo o repertório. Lançado em 2005 pela gravadora EMI, possui um repertório original de 11 faixas, que transitam com segurança no universo do pop e do rock, em letras que oferecem crônicas ao mundo contemporâneo.
O álbum abriu portas para um novo veículo de divulgação para o artista - o rádio. as músicas "Cotidiano de um Casal Feliz" e "A Falta que a Falta Faz" tiveram significativas execuções, principalmente nas rádios cariocas.
Dois singles tiveram clipes bastante executados na MTV Brasil: "Cotidiano de um Casal Feliz", e "A Falta que a Falta Faz".
O CD tem produção de Dunga (que também tocou baixo e cuidou das programações) e foi gravado no Rio, ao lado de um time de músicos que incluiu, entre outros, os guitarristas Vinicius Rosa e Billy Brandão, os bateristas Cesinha e Christiaan Oyens e os tecladistas Carlos Trilha e Humberto Barros.
Em 2007, a música "Você Não Me Conhece" foi incluída na trilha-sonora da novela Amigas & Rivais.

## Faixas
Todas as faixas foram compostas por Jay Vaquer
| N.º            | Título                        | Duração |  |
| 1.             | "A Falta que a Falta Faz"     | 3:34    |  |
| 2.             | "Tal do Amor (8 e 80)"        | 2:58    |  |
| 3.             | "Cotidiano de um Casal Feliz" | 3:30    |  |
| 4.             | "Toda Distância"              | 2:54    |  |
| 5.             | "Você Não me Conhece"         | 3:09    |  |
| 6.             | "Campo Minado"                | 5:03    |  |
| 7.             | "Mondo Muderno (d mierda)"    | 3:53    |  |
| 8.             | "Quando Fui Fred Astaire"     | 3:21    |  |
| 9.             | "Os Dias Lembram Alguém"      | 3:17    |  |
| 10.            | "Na Próxima Vez"              | 3:27    |  |
| 11.            | "Paredes"                     | 3:27    |  |
| Duração total: | Duração total:                | 38:26   |  |

## Prêmios e indicações
| Ano  | Indicação ("Canção"/Álbum)    | Prêmio                                | Categoria                                      | Profissional Indicado | Resultado | Ref.        |
| ---- | ----------------------------- | ------------------------------------- | ---------------------------------------------- | --------------------- | --------- | ----------- |
| 2005 | "Cotidiano de um Casal Feliz" | Prêmio Multishow de Música Brasileira | Melhor Videoclipe do Ano                       |                       | Indicado  | [ 6 ] [ 7 ] |
| 2006 | "Cotidiano de um Casal Feliz" | 12º Prêmio Avon Color de Maquiagem    | Vídeo Independente e Clipe                     | Anderson Clarido      | Indicado  | [ 8 ] [ 9 ] |
| 2006 | "A Falta que a Falta Faz"     | VMB 2006                              | Melhor Videoclipe do Ano: Escolha da Audiência |                       | Indicado  | [ 10 ]      |